# Elvira Rosati
Elvira Rosati (Pescara, 5 giugno 1974) è un'ex cestista italiana.

## Carriera
Ha giocato in Serie A1 con Priolo Gargallo. Dopo il ritiro, è stata anche dirigente accompagnatore della New Aurora Pescara.